# Epidendrum ulei
Epidendrum ulei är en orkidéart som beskrevs av Rudolf Schlechter. Epidendrum ulei ingår i släktet Epidendrum och familjen orkidéer. Inga underarter finns listade i Catalogue of Life.

## Bildgalleri

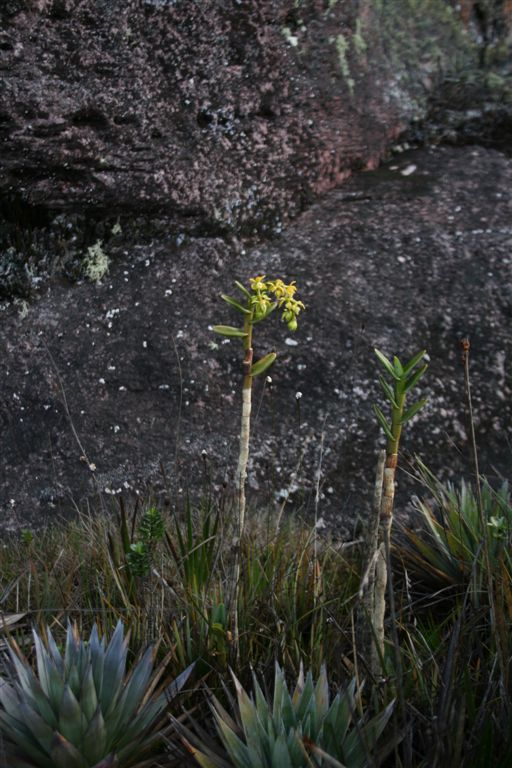